# Setaphis spiribulbis
Setaphis spiribulbis är en spindelart som först beskrevs av Denis 1952.  Setaphis spiribulbis ingår i släktet Setaphis och familjen plattbuksspindlar.
Artens utbredningsområde är Marocko. Inga underarter finns listade i Catalogue of Life.